# Aladár Zichy

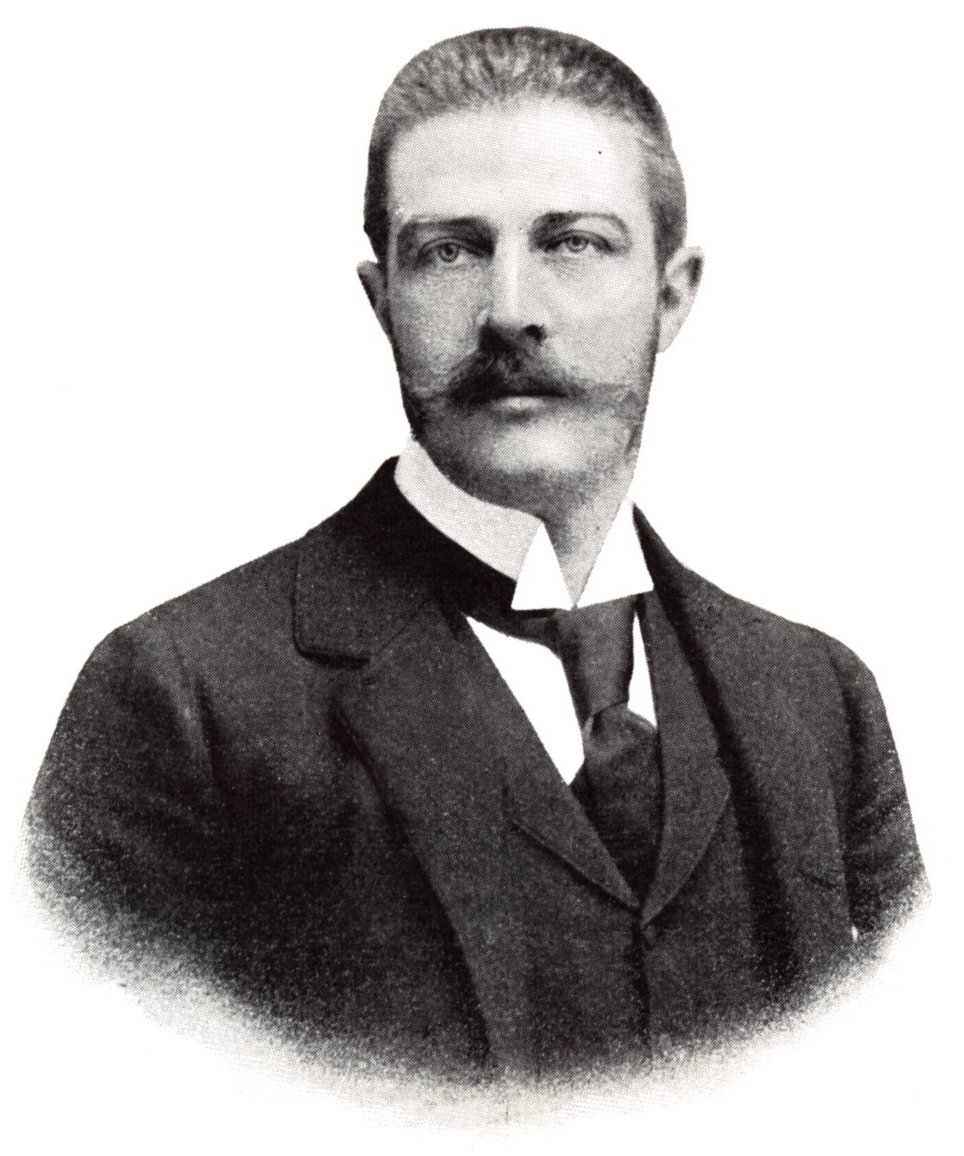
Aladár Zichy, um 1905

Aladár Graf Zichy von Zich und Vázsonykeő (* 4. September 1864 in Nagyláng, Komitat Weißenburg; † 16. November 1937 in Budapest) war ein ungarischer Politiker und Minister.

## Leben
Aladár Zichy entstammte einem der berühmtesten Adelsgeschlechter in Ungarn, deren Ursprung sich bis ins 12. Jahrhundert zurückverfolgen lässt. Er wurde als Sohn von Nándor Zichy in Nagyláng (heute zu Soponya) geboren und studierte Jura in Straßburg, Innsbruck und Budapest. Nach dem Militärdienst besuchte er die Wirtschaftsakademie in Halle und kehrte nach weiteren Studien in anderen Teilen Europas nach Ungarn zurück. 1893 wurde er Mitglied und zugleich Schriftführer des Magnatenhauses im ungarischen Reichstag. Im selben Jahr wurde er Husaren-Leutnant der Reserve und zum k.u.k. Kämmerer ernannt. Ab 1896 war er Abgeordneter für den Wahlbezirk Nagykanizsa im Repräsentantenhaus und wurde 1903 Vorsitzender der Volkspartei (Néppart). Von 1906 bis 1910 wurde er im Kabinett von Sándor Wekerle Minister am Allerhöchsten Hoflager und wurde 1907 zum Geheimrat ernannt. Nachdem er 1917 für wenige Monate Kroatisch-slawonisch-dalmatinischer Minister war, übernahm er von 1917 bis 1918 erneut das Amt des Ministers am Allerhöchsten Hoflager.